# 337

## Decese
- 22 mai: Constantin cel Mare, împărat roman (n. 274)